# Distrito de Sárbogárd
Sárbogárd (en húngaro: Sárbogárdi járás) es un distrito en la parte sur del condado de Fejér. Sárbogárd es también el nombre de la capital del distrito. El distrito se encuentra en la Región Estadística de Transdanubia Central.

## Geografía
El distrito de Sárbogárd limita con el distrito de Székesfehérvár al norte, el distrito de Dunaújváros al este, el distrito de Paks y el distrito de Tamási (condado de Tolna) al sur, y el distrito de Enying al oeste. El número de lugares habitados en el distrito de Sárbogárd es 12.

## Municipios
El distrito tiene 1 ciudad, 1 pueblo grande y 10 aldeas. (Población a enero de 2012)
- Alap (1,925)
- Alsószentiván (608)
- Cece (2,499)
- Hantos (910)
- Igar (959)
- Mezőszilas (2,068)
- Nagylók (1,059)
- Sárbogárd (12,448) – capital
- Sáregres (752)
- Sárkeresztúr (2,561)
- Sárszentágota (1,346)
- Vajta (1,053)

El municipio en negrita es una ciudad, el municipio en cursiva es un pueblo grande.